# پروتز نوک پستان

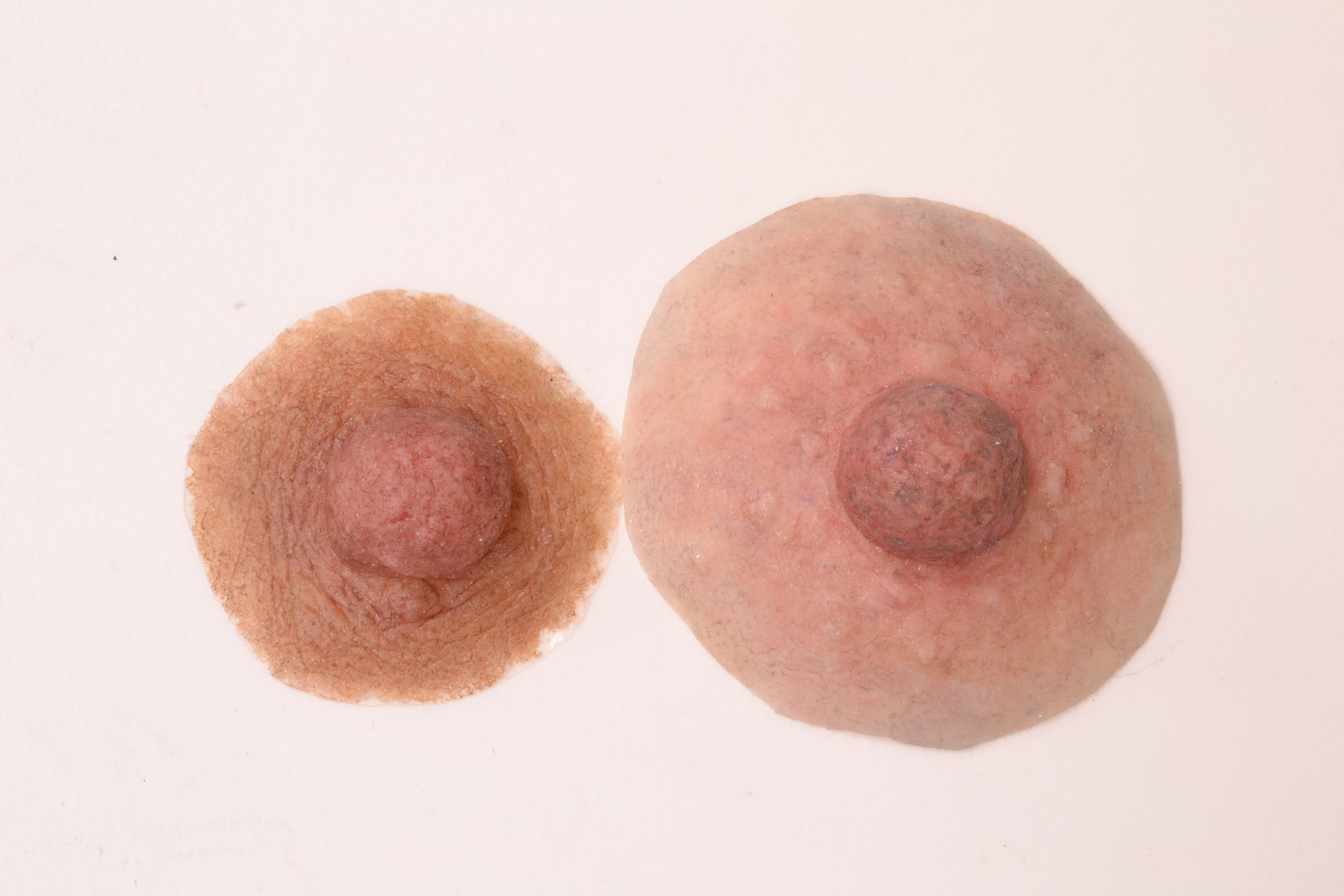
نمونه‌هایی از پروتزهای سفارشی نوک پستان

پروتزهای نوک پستان یا هاله پستان توسط سازندگان پروتز سینه و آناپلاستولوژیست‌ها از سیلیکون ساخته می‌شوند و برای بازماندگان سرطان سینه که برای سرطان سینه با ماستکتومی تحت درمان قرار گرفته‌اند، استفاده می‌شوند.